# Abbaye de Boxley
L’abbaye de Boxley est une ancienne abbaye cistercienne située dans le village de Boxley (dans le comté du Kent), en Angleterre. Comme la plupart des abbayes britanniques, elle a été fermée par Henry VIII à la fin de la campagne de dissolution des monastères.

## Histoire

### Fondation
L'abbaye est fondée en 1146 par Guillaume d'Ypres, qui commande alors les troupes du roi Étienne grâce à l'action énergique de Mathilde et contrôle de ce fait à peu près tout le comté du Kent. Avec l'autorisation expresse de cette dernière, il fait venir des moines de Clairvaux pour construire et faire vivre l'abbaye. La principale raison de la fondation de cette abbaye n'est pas, comme souvent, la mise en valeur des terres ou la prière pour le repose de son âme, mais l'affirmation de son indépendance vis-à-vis des moines bénédictins de l'abbaye Saint-Augustin de Canterbury. Les chartes de fondation sont confirmées assez tardivement, par Richard Ier le 7 décembre 1189 et le 10 novembre 1198, puis par Henri III le 24 avril 1253, enfin par Édouard Ier en 1290 et Édouard IV en 1473.

### L'essor médiéval
L'abbaye se développe au point d'acquérir une importance considérable et fonde au bout d'une trentaine d'années une abbaye-fille, celle de Robertsbridge. D'autre part, elle acquiert assez rapidement une bonne réputation, et son abbé est régulièrement sollicité pour des missions importantes. Ainsi, en 1171, ce dernier fait partie de ceux qui participent à l'enterrement de Thomas Becket ; en 1193, avec l'abbé de Robertsbridge, il est envoyé visiter Richard Cœur de Lion dans la prison où Léopold V l'an enfermé. En 1223, l'abbé de Boxley et deux autres abbés sont nommés par le pape Honorius III pour contrôler des abbayes bénédictines ; mais ces dernières vivent ce contrôle par des cisterciens comme une provocation et la commission d'enquête est remplacée
Une des sources de la notoriété et de la prospérité de l'abbaye est sa possession, au moins pendant un siècle, d'une relique, nommé « Rood of Grace », qui est un crucifix orné d'une image douée miraculeusement de parole et de mouvement, ce qui vaut à l'abbaye le surnom d'abbey of the Holy Cross of Grace, quoiqu'à la Dissolution, une image truquée (actionnée par des fils) ait été retrouvée.

### Liste des abbés connus de Boxley
- Lambert ;
- Thomas, élu en 1152 ou 1153 ;
- Walter ;
- John ;
- Denis;
- Robert, attesté en 1197, mort en 1214 ;
- John, élu en 1216, quitte sa charge en  1236 ;
- Simon, attesté en 1243 ;
- Alexander, attesté en 1248 ;
- Henry, attesté en 1279 ;
- Gilbert, élu en 1289 ;
- Robeit, attesté en 1303 ;
- William de Romenee, attesté en 1345 ;
- John de Heriettisham, attesté en 1368 ;
- Richard Shepey, élu en 1415 ;
- John, attesté en 1446 ;
- John, Wormsell, attesté en 1474 et 1481 ;
- Thomas Essex, attesté en 1489 ;
- Robert Rayfelde (ou Reyfeld), attesté en 1494 et 1498 ;
- John Byrd, attesté en 1513, 1516 et 1527[note 1] ;
- John Dobbes, attesté en 1533, dernier abbé[6].

### Dissolution du monastère
Le 29 janvier 1538, comme l'immense majorité des monastères britanniques, à la suite de la rupture entre Henry VIII et l'Église catholique, l'abbaye de Boxley est fermée lors de la campagne de dissolution des monastères. Après la Dissolution le site est attribué à Thomas Wyatt. Une maison est construite au XVIIIe siècle sur le site de l'abbaye.